# Polemon
Polemon – rodzaj węży z podrodziny aparalakt (Aparallactinae) w rodzinie gleboryjcowatych (Atractaspididae).

## Zasięg występowania
Rodzaj obejmuje gatunki występujące w Mali, Gwinei, Sierra Leone, Liberii, Wybrzeżu Kości Słoniowej, Burkinie Faso, Ghanie, Togo, Beninie, Nigerii, Kamerunie, Gwinei Równikowej, Republice Środkowoafrykańskiej, Sudanie Południowym, Gabonie, Kongu, Demokratycznej Republice Konga, Ugandzie, Kenii, Rwandzie, Burundi, Tanzanii, Zambii, Malawi, Angoli.

## Systematyka

### Etymologia
- Polemon: gr. πολεμος polemos „bitwa, wojna, walka”[10].
- Microsoma: gr. μικρος mikros „mały”[11]; σωμα sōma, σωματος sōmatos „ciało”[12]. Gatunek typowy: Microsoma neuwiedi Jan, 1858.
- Miodon: gr. μειων meiōn „mniejszy”; οδους odous, οδοντος odontos „ząb”[3]. Gatunek typowy: Elapomorphus gabonensis A.M.C. Duméril, 1856.
- Urobelus: gr. ουρα oura „ogon”[13]; βελος belos „strzała”[14]. Gatunek typowy: Urobelus acanthias Reinhardt, 1860.
- Cynodontophis: gr. κυων kuōn, κυνος kunos „pies”[15]; οδους odous, οδοντος odontos „ząb”[16]; οφις ophis, οφεως opheōs „wąż”[17]. Gatunek typowy: Cynodontophis aemulans Werner, 1902 (= Microsoma notatum Peters, 1882).
- Elapocalamus: gr. ελοψ elops, ελοπος elopos „niemy”, tu w znaczeniu „jakiś rodzaj węża”[18]; καλαμος kalamos „trzcina”[19]. Gatunek typowy: Elapocalamus gracilis Boulenger, 1911.
- Melanocalamus: gr. μελας melas, μελανος melanos „czarny”[20]; καλαμος kalamos „trzcina”[19]. Gatunek typowy: Melanocalamus leopoldi de Witte, 1941 (= Miodon christyi Boulenger, 1903).

### Podział systematyczny
Do rodzaju należą następujące gatunki: 
- Polemon acanthias (Reinhardt, 1861)
- Polemon ater Portillo, Branch, Tilbury, Nagy, Hughes, Kusamba, Muninga, Aristote, Behangana & Greenbaum, 2019
- Polemon barthii Jan, 1858
- Polemon bocourti Mocquard, 1897
- Polemon christyi (Boulenger, 1903)
- Polemon collaris (Peters, 1881)
- Polemon fulvicollis (Mocquard, 1887)
- Polemon gabonensis (Duméril, 1856)
- Polemon gracilis (Boulenger, 1911)
- Polemon graueri (Sternfeld, 1908)
- Polemon griseiceps (Laurent, 1947)
- Polemon neuwiedi (Jan, 1858)
- Polemon notatus (Peters, 1882)
- Polemon robustus (de Witte & Laurent, 1943)